# Kamion (powiat żyrardowski)
Kamion – wieś w Polsce położona w województwie mazowieckim, w powiecie żyrardowskim, w gminie Puszcza Mariańska. Ma status sołectwa. Leży nad rzeką Rawką.

## Historia

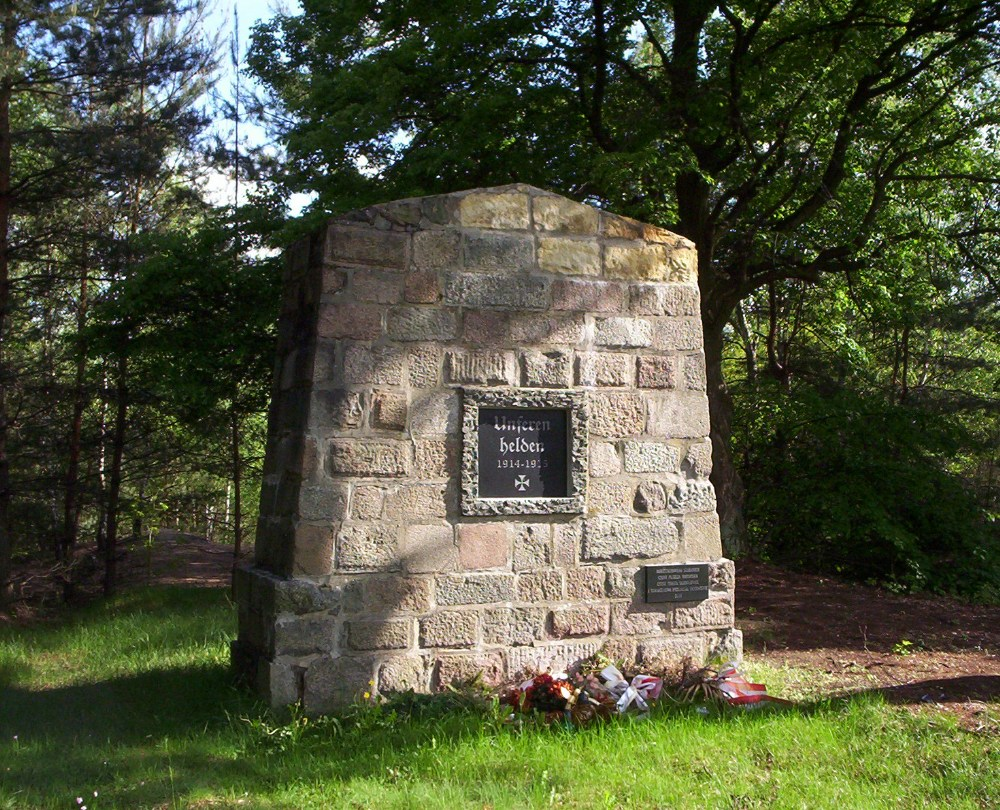
Niemiecki cmentarz z I wojny światowej

Wieś szlachecka położona była w drugiej połowie XVI wieku w powiecie rawskim ziemi rawskiej województwa rawskiego. W latach 1954–1972 wieś należała i była siedzibą władz gromady Kamion. W latach 1975–1998 miejscowość należała administracyjnie do województwa skierniewickiego.
Na skarpie doliny rzecznej na prawym brzegu Rawki znajdują się dwa cmentarze z I wojny światowej – niemiecki i rosyjski. Na tym drugim spoczywają także żołnierze polscy, wcześniej pochowani w parku miejskim w Skierniewicach.
W miejscowości znajdują się:
- zespół pałacowy z przełomu XIX i XX w.:[9]
  - neoklasycystyczny pałac Wojciechowskich (herbu Jelita) z l. 1917-1918 (proj. Juliusza Kłosa, powstały na miejscu dworu, który został zniszczony w czasie działań zbrojnych z okresu I wojny światowej)[10] (nr rej.: A-457 z 29.03.1977 oraz 593 z 27.08.1983)
  - pozostałości przypałacowego parku krajobrazowego z 1800 r. (nr rej.: A/531 z 5.05.1980)
  - otoczenie, pola i pastwiska (nr rej.: A-869 z 27.07.2009)
- kościół pw. Matki Boskiej Częstochowskiej, wybudowany w latach 1982-1993[11].
- elektrownię wodną na Rawce, zbudowaną na ruinach młyna i zapory z 1937 r.

W Kamionie od 1902 r. istnieje jednostka ochotniczej straży pożarnej.
Kamion był miejscem wydarzeń historycznych o charakterze militarnym:
- 1410 r. – koncentracja wojsk królewskich w drodze pod Grunwald
- 1914 – 1915 r. – walki pozycyjne z użyciem gazów bojowych, w których poległo łącznie 6,5 tys. żołnierzy niemieckich i rosyjskich
- 10 września 1939 r. – potyczka 28 Dywizjonu Artylerii Ciężkiej.

## Odniesienia w kulturze
We wsi były kręcone zdjęcia do melodramatu filmowego „Znachor" z 1982 w reżyserii Jerzego Hoffmana oraz nagrywano sceny do serialu telewizyjnego „Czterej pancerni i pies" w reżyserii Konrada Nałęckiego, według scenariusza Janusza Przymanowskiego.